# Bilsdorf
Bilsdorf är en ort i Luxemburg.   Den ligger i distriktet Diekirch, i den västra delen av landet, 30 kilometer nordväst om huvudstaden Luxemburg. Bilsdorf ligger 447 meter över havet och antalet invånare är 121.
Terrängen runt Bilsdorf är platt åt nordväst, men åt sydost är den kuperad.  Närmaste större samhälle är Wiltz, 14,5 kilometer nordost om Bilsdorf. 
I omgivningarna runt Bilsdorf växer i huvudsak blandskog. Runt Bilsdorf är det ganska glesbefolkat, med 43 invånare per kvadratkilometer.